# Kyō-kotoba
Il kyō-kotoba (京言葉?) è un dialetto della lingua giapponese, parlato e diffuso nella città di Kyoto.

## Storia
La denominazione del dialetto kyō-kotoba ha origine dall'unione del primo kanji con cui è scritto in giapponese il nome della città di Kyoto kyō (京?) e dal termine kotoba (言葉?), ovvero "parola".
Il kyō-kotoba ha una rilevanza storica e culturale notevole dato che veniva parlato in quella che sino all'avvento dell'epoca Meiji era la capitale imperiale del Giappone.

## Diffusione e utilizzo
Questo è compreso e parlato dalla maggioranza degli abitanti della città, benché siano solo le persone più tradizionaliste a parlarlo senza l'influsso del giapponese moderno. Al di fuori di Kyoto è parlato dalle maiko e dalle geisha che devono impararlo durante il loro apprendistato, dato che esso è particolarmente apprezzato dagli avventori di queste figure.

## Differenze con il giapponese
Il kyō-kotoba è considerato più morbido ed elegante rispetto alla lingua nazionale. Le parole sono emesse con suoni lunghi e lenti. Nei dialoghi vengono utilizzati molte circonlocuzioni e il dialogo è ricco di sfumature sottili, tanto che le parole possono cambiare di significato e valore a seconda delle modalità di tempo, luogo e rapporto tra chi parla.